# Гаральд Естберг Амундсен
Гаральд Естберг Амундсен (норв. Harald Østberg Amundsen) — норвезький лижник і футболіст, призер чемпіонату світу з лижних видів спорту.
Бронзову медаль чемпіонату світу Амундсен завоював на світовій першості 2021 року, що проходила в німецькому Оберстдорфі, в гонці на 15 км вільним стилем.